# Coenagrion australocaspicum
Espèce
Statut de conservation UICN

 DD  : Données insuffisantes
Coenagrion australocaspicum est une espèce de libellules de la famille des Coenagrionidae (sous-ordre des Zygoptera, les « demoiselles », ordre des Odonates). Elle se rencontre en Azerbaïdjan et en Iran. Ses habitats naturels sont les rivières, les marais et les marais d'eau douce. La survie de cette espèce est menacée du fait de la destruction de ses habitats.

## Publication originale
- (en) Henri J. Dumont et Hossein Heidari, « On a collection of spring Odonata form Iran, with the description of Coenagrion australocaspicum n. sp. », Bulletin et Annales de la Société royale Belge d'Entomologie, no 132l,‎ 1996, p. 63-78 (ISSN 0374-6038).